# ساندرا دوفر
ساندرا دوفر (بالألمانية: Sandra Dopfer)‏ مواليد 25 مايو 1970 في النمسا، هي لاعبة كرة مضرب نمساوية سابقة. أعلى تصنيف لها في الفردي كان 70. أعلى تصنيف لها في الزوجي كان 102.

## النهائيات

### الزوجي (0–1)
| الحصيلة | الرقم | التاريخ       | الدورة           | الأرضية | الشريك          | المنافس                        | النتيجة       |
| ------- | ----- | ------------- | ---------------- | ------- | --------------- | ------------------------------ | ------------- |
| الوصافة | 1.    | 17 أغسطس 1992 | سبوليتو، إيطاليا | ترابية  | ماجا زيفك-سكالج | فلورا بيرفيتي غلوريا بيزيتشيني | 6–1, 2–6, 1–6 |

## روابط خارجية
- ساندرا دوفر على موقع رابطة محترفات التنس (الإنجليزية)
- ساندرا دوفر على موقع الاتحاد الدولي لكرة المضرب (الإنجليزية)
- ساندرا دوفر على موقع كأس بيلي جين كينغ (الإنجليزية)
- ساندرا دوفر على موقع خلاصة التنس.كوم (الإنجليزية)